# Jacques-Philippe Potteau
Jacques-Philippe Potteau, né le 6 octobre 1807 à Menin et mort le 9 juillet 1876 à Paris, est un photographe français, membre du département d'anthropologie du Muséum national d'histoire naturelle de Paris.
Il réalise une série de portraits de 1860 à 1869 dans l'atelier du Jardin des plantes. Il emploie comme modèles des diplomates, des soldats, des paysans de toutes nationalités. 252 photographies de Jacques-Philippe Potteau sont consignées dans la Collection anthropologique du Muséum national d'histoire naturelle de Paris,.